# Ciclofano
Los ciclofanos son macrociclos con fragmentos aromáticos con una cadena alifática que forma un Puente entre dos anillos aromáticos adyacentes no polares, y constituyen otra familia de receptores para moléculas orgánicas. Debido a la alta polarizabilidad de los fragmentos aromáticos estos anfitriones enlazan huéspedes principalmente mediante interacciones de Van der Waals con una contribución de interacciones hidrofóbicas en medios acuosos. 
Un tipo de ciclofanos particularmente popular son las moléculas llamadas calixarenos debido a la semejanza de la conformación del macrociclo a un cáliz. Los ciclofanos poliacíclicos tienen una semejanza aparente con criptandos o envases moleculares. Estos receptores enlazan fuertemente moléculas y cationes orgánicos de tamaño complementario formando clatratos moleculares.